# 7月23日
7月23日是阳历年的第204天（闰年是205天），离一年的结束还有161天。

## 大事记

### 19世紀以前
- 811年：拜占庭帝国皇帝尼基弗鲁斯一世攻陷保加利亚首都普利斯卡城，并开始洗劫普利斯卡。
- 1319年：医院骑士团舰队在希俄斯岛附近对艾登王朝舰队取得决定性胜利（希俄斯战役）。
- 1632年：300名前往新法兰西的殖民者从法国北部的迪耶普出发。
- 1677年：丹麦-挪威占据了瑞典的港口城市马斯特兰德。
- 1793年：普鲁士王国从法国手中再次夺回美因茨。

### 19世紀
- 1813年：英国任命了其在马耳他直辖殖民地的第一任总督，将马耳他正式转变成殖民地。
- 1821年：希腊独立战争中，希腊人控制莫奈姆瓦夏的堡垒。土耳其军队和民众撤往小亚细亚。
- 1829年：美國人威廉·伯特（英语：William Austin Burt）取得排字機（Typographer（英语：Typographer (typewriter)），打字機的前身）專利。
- 1840年：1840年联合法令（英语：Act of Union 1840）创造了加拿大省。
- 1881年：比利時列日成立針對競技體操的國際體操總會，為歷史最悠久的國際單項體育組織。
- 1881年：阿根廷與智利兩國就領土問題簽署《邊界條約（英语：Boundary Treaty of 1881 between Chile and Argentina）》。
- 1888年：李鴻章在廣州的兩廣總督衙門開啟廣州第一盞電燈，開啟廣州使用電力的歷史。
- 1894年：日军占领李氏朝鮮王宫。
- 1900年：第一次泛非會議在倫敦召開。

### 20世紀
- 1903年：福特公司售出第一辆汽车。
- 1908年：土耳其苏丹阿卜杜勒·哈米德二世恢复1876年宪法。
- 1914年：奥匈帝国就法兰兹·斐迪南大公遇刺一事发出要求塞尔维亚进行调查之最后通牒，其后塞尔维亚拒绝，最终导致第一次世界大战爆发。
- 1918年：日本历史上第一次全国性的群众大暴动：米骚动从富山县开始。
- 1919年：南斯拉夫的摄政王亚历山大建立卢布尔雅那大学。
- 1921年：中国共产党第一次全国代表大会在上海法租界民居秘密召开，中国共产党正式成立。
- 1930年：共产国际就中国革命问题作出决议：《共产国际执委政治秘书处关于中国问题的决议案》[1]。
- 1936年：加泰罗尼亚的社会主义和共产主义党派合并为加泰罗尼亚统一社会党。
- 1940年：美國署理國務卿森納·威爾斯發表聲明，表明美國不承認蘇聯佔領和吞併波羅的海三國──愛沙尼亞、拉脫維亞、立陶宛。
- 1942年：納粹大屠殺：特雷布林卡滅絕營的毒氣室開始運作，殺害了前一天從華沙猶太區運來的6,500名猶太人。
- 1945年：战后对菲利普·贝当的法律程序开始。
- 1946年：美国在太平洋的比基尼环礁首次进行原子弹水下试验。
- 1950年：中華人民共和國政務院和中華人民共和國最高人民法院公布《關於鎮壓反革命活動的指示》。
- 1952年：穆罕默德·纳吉布和贾迈勒·阿卜杜-纳赛尔等自由军官成员发动政变，埃及王国国王法鲁克一世退位。
- 1954年：國泰空中霸王遭擊落事故：國泰航空一架DC-4「空中霸王」客機於海南島三亞以東之公海上空被中國人民解放軍空軍擊落，造成10死8傷。
- 1961年：桑地诺民族解放阵线成立。
- 1962年：通讯卫星转播首个跨大西洋公共电视节目。
- 1962年：关于老挝中立的宣言的议定书于日内瓦签署。
- 1967年：美国底特律爆发大规模种族暴乱。
- 1970年：1970年阿曼政變（英语：1970 Omani coup d'état）：太子卡布斯·本·赛义德·阿勒赛义德篡位为阿曼苏丹，开始大型现代化改革。
- 1972年：美國发射陸地衛星1號，為第一颗地球资源技术卫星。
- 1973年：日本航空404號班機從阿姆斯特丹史基浦機場起飛後，被劫持到杜拜國際機場，之後再被劫持到班加西。機上人員全被釋放，飛機也被炸毀。
- 1974年：希腊军政府时期结束，前任首相康斯坦蒂诺斯·卡拉曼利斯回归新政府。
- 1976年：意大利一間化工廠泄漏毒氣。[2]
- 1980年：越南宇航员范遵乘坐苏联的联盟37号（英语：Soyuz 37）飞船，成为亚洲第一位太空人。
- 1981年：第一屆世界運動會在美国聖塔克拉拉举行。
- 1982年：1982年長崎水災（日语：長崎大水害）：日本長崎縣長崎市发生水災，造成299人死亡或失蹤。
- 1983年：加拿大航空143號班機因燃料耗盡在曼尼托巴省金姆利的賽車場滑降落，打破當時民航客機在失去動力後的滑翔記錄。
- 1986年：英國約克公爵安德魯王子大婚。
- 1988年：缅甸独裁者奈温继亲民主抗议后下台。
- 1989年：日本连续杀人犯宮崎勤被逮捕。
- 1992年：阿布哈茲共和國自格魯吉亞共和國分裂。
- 1993年：日本前大藏相羽田孜組成日本新生黨。
- 1993年：天则经济研究所成立。
- 1993年：中國西北航空2119號班機在從寧夏銀川西花園機場起飛時因機械故障衝出跑道，機上133人中54名乘客和1名機組人員遇難。
- 1994年：盧旺達總統巴斯德·比齊蒙古呼籲滯留在扎伊爾邊界的胡圖族難民回國。[3]
- 1994年：香港堅尼地城的觀龍樓發生山泥傾瀉事件，釀成5死3傷。
- 1995年：艾倫·海爾與湯瑪斯·博普分別發現海爾-博普彗星，這也是目前已知距離太陽最遠的彗星。
- 1997年：缅甸和老挝加入东南亚国家联盟。
- 1999年：全日空61號班機在東京上空遭乘客西澤裕司劫持，機長被劫機者刺死。
- 1999年：哥伦比亚号太空梭升空，而负责指挥的艾琳·科林斯也成为历史上首个太空梭女指挥官。

### 21世紀
- 2001年：梅加瓦蒂·苏加诺普翠就任印尼第五任總統，成为印尼历史上首位女性總統。
- 2005年：埃及紅海度假勝地沙姆沙伊赫發生連環炸彈襲擊，數百人死傷。
- 2011年：中国浙江溫州境内杭福深客运专线发生动车追尾事故，造成40人死亡。
- 2014年：台灣一架復興航空222號班機由高雄飛往馬公，惟因受麥德姆颱風所導致的惡劣天氣影響，失事墜毀於澎湖縣湖西鄉西溪村，距馬公機場跑道約1公里，並撞毀11棟民房，釀成機員及乘客48死10傷、地面5人受傷，是台灣歷來第7多人死亡及2002年後最嚴重空難。[4]
- 2015年：美国国家航空航天局宣布克卜勒太空望远镜发现太阳系外行星克卜勒452b。
- 2020年：香港新增118宗新型冠狀病毒肺炎確診個案，111宗屬本地感染，連續兩日創單日新高[5]。

## 出生
- 645年：耶齐德一世，阿拉伯帝國倭马亚王朝的哈里发（683年逝世）
- 1127年：元懿太子赵旉，南宋皇太子（1129年逝世）
- 1401年：弗朗切斯科一世·斯福尔扎，米兰公爵（1466年逝世）
- 1649年：教宗克勉十一世，羅馬主教（1721年逝世）
- 1773年：托马斯·麦克杜格尔·布里斯班，苏格兰将领及政客，第6任新南威尔士总督（1860年逝世）
- 1836年：山岡鐵舟，日本政治人物、劍術家、思想家（1888年逝世）
- 1864年：阿波里纳里奥·马比尼，菲律宾革命家，首任总理（1903年逝世）
- 1871年：牧口常三郎，日本教育家、思想家、地理学家、宗教学家（1944年逝世）
- 1883年：艾倫·布魯克，英國陸軍元帥（1963年逝世）
- 1888年：雷蒙德·钱德勒，美國推理小說作家（1959年逝世）
- 1892年：海爾·塞拉西一世，衣索比亞皇帝（1975年逝世）
- 1899年：古斯塔夫·海涅曼，德國總統（1976年逝世）
- 1905年：利奥波德·恩格莱纳，奥地利作家，纳粹大屠杀生还者（2013年逝世）
- 1913年：迈克尔·富特，英國左翼政治家（2010年逝世）
- 1920年：亞美莉亞·羅德里奎，葡萄牙女歌手（1999年逝世）
- 1922年：达米亚诺·达米亚尼，意大利電影導演、編剧（2013年逝世）
- 1923年：亞爾伯·梵浩耶，法國耶穌會神父（2021年逝世）
- 1926年：路德维克·瓦楚里克，捷克記者、作家（2015年逝世）
- 1927年：埃里奧特·希，美國太空人（1966年逝世）
- 1928年：薇拉·魯賓，美國天文學家（2016年逝世）
- 1931年：磯崎新，日本建築師（2022年逝世）
- 1933年：理察·羅傑斯，英國建築師（2021年逝世）
- 1936年：安东尼·肯尼迪，美國最高法院前任大法官
- 1940年：丹尼爾·戈爾丁，美國企業家、技術學家，前任NASA署長
- 1941年：塞尔焦·马塔雷拉，意大利政治人物，現任意大利总统
- 1941年：皮埃尔·阿戈斯蒂尼，法國-美國物理學家，2023年諾貝爾物理學獎得主
- 1944年：玛利亚·若昂·皮雷斯，葡萄牙钢琴家
- 1946年：雷内·里卡德，美國詩人、演員（2014年逝世）
- 1953年：納吉·阿都拉薩，馬來西亞政治人物，第6、9任馬來西亞首相
- 1957年：尼克·加利斯，美國篮球運動員
- 1958年：弗蘭克·米爾，德國男子足球運動員（2025年逝世）
- 1959年：李強，中華人民共和國政治人物，現任中共中央政治局常委、國務院總理
- 1960年：乔恩·兰多，美國電影製片人（2024年逝世）
- 1961年：馬丁·戈尔，英國創作歌手
- 1961年：伍迪·哈里遜，美國男演員
- 1965年：史萊許，美國音樂家，搖滾樂團槍與玫瑰吉他手
- 1966年：伍思凱，台灣音樂人
- 1966年：萊恩·皮科塔，巴拿馬職業棒球運動員
- 1967年：菲利浦·西摩·霍夫曼，美國演員、導演（2014年逝世）
- 1968年：史蒂芬妮·西摩，美國模特兒
- 1968年：加里·佩顿，美國篮球運動員、演員
- 1968年：傑夫·迪恩，美國電腦科學家、軟體工程師
- 1969年：巴奈·庫穗，臺灣獨立音樂女歌手
- 1970年：乃村健次，日本男性聲優
- 1970年：薩利烏斯·思科威爾內里，立陶宛政治人物，現任立陶宛總理
- 1971年：李銘順，新加坡男演員
- 1971年：郎永淳，中國原新闻播音員
- 1971年：派蒂·珍金斯，美國導演、編劇、製片人
- 1972年：马龙·韦恩斯，美國演員、电影導演
- 1973年：黃海冰，中國男演員
- 1973年：凱薩琳·哈恩，美國女演員
- 1973年：諾馬·賈西亞帕拉，美國棒球選手
- 1973年：西恩·安德魯·法登，美國電腦繪圖動畫師
- 1973年：莫妮卡·莱温斯基，美國活動家、電視人物、時裝設計師、前白宮實習生
- 1974年：莫里斯·格林，美國短跑運動員
- 1975年：桐井大介，日本男性聲優
- 1976年：沈冰，中國電視主持人
- 1976年：波爾加·朱迪，匈牙利西洋棋特級大師
- 1977年：盖尔·埃姆斯，英格蘭女子羽球運動員
- 1978年：孫燕姿，新加坡女歌手
- 1978年：李玉剛，中國男歌手、演員
- 1979年：周家怡，香港演員
- 1979年：康太成，韓國男演員
- 1979年：索迪里奥斯·卡治亚高斯，希腊足球運動員
- 1980年：袁文康，中國男演員
- 1981年：郭泓志，台灣棒球選手
- 1981年：德米特里·卡尔波夫，哈萨克斯坦田径運動員
- 1982年：湯姆·米森，英國演員
- 1982年：保羅·韋斯利，美國演員
- 1982年：MC耀宗，台灣男歌手、製作人
- 1983年：黃靖倫，新加坡男歌手
- 1984年：瓦尔特·加尔加诺，乌拉圭足球運動員
- 1986年：陳靖婕，台灣女演員
- 1986年：萧東意，台灣男演員
- 1986年：宋紀妍，台灣女演員
- 1986年：金玟岐，中國女歌手
- 1986年：小松彩夏，日本女演員、模特
- 1986年：內田彩，日本女性聲優
- 1989年：丹尼尔·拉德克利夫，英國演員
- 1989年：唐纳德·扬，美國职業網球運動員
- 1992年：丹尼·艾格斯，英格兰足球運動員
- 1994年：楊業明，中國男演員
- 1995年：梁凱晴，香港女演員
- 1995年：妮妃雅，臺灣變裝皇后、表演藝術家、服裝設計師
- 1995年：鈴木愛奈，日本女性聲優
- 1995年：華莎，韓國女子偶像團體MAMAMOO成員
- 1995年：亞瑟·瑞德克內希，法國職業網球運動員
- 1996年：賴主恩，臺灣男子拳擊運動員
- 1996年：谷川航，日本男子競技體操運動員
- 1998年：鄭心慈，台灣女歌手
- 1998年：德安德烈·艾頓，巴哈馬职業籃球運動員
- 1999年：，巴西職業足球運動員
- 2001年：尹材赫，韓國男子偶像團體TREASURE成員
- 生年不詳：大井麻利衣，日本女性聲優

## 逝世
- 955年：和凝，五代十国时期宰相（898年出生）
- 1562年：格茨·冯·贝利欣根，德意志骑士及诗人（1480年出生）
- 1645年：米哈伊爾一世，俄羅斯沙皇（1596年出生）
- 1757年：多梅尼科·斯卡拉蒂，意大利作曲家（1685年出生）
- 1802年：瑪麗亞·特蕾莎·卡耶塔娜·德席爾瓦，西班牙貴族，第十三代阿爾瓦女公爵（1762年出生）
- 1859年：瑪瑟琳·代博爾德-瓦爾莫，法國詩人、小說家（1786年出生）
- 1875年：艾萨克·辛格，美国发明家，缝纫机改良者（1811年出生）
- 1885年：尤利西斯·格蘭特，美國軍官、政治家，第18任美國總統（1822年出生）
- 1906年：兒玉源太郎，日本陸軍上將、政治人物，第4任臺灣總督（1852年出生）
- 1916年：威廉·拉姆齐，英國化學家，1904年諾貝爾化學獎得主（1852年出生）
- 1927年：雷金納德·戴爾，英國陸軍將領（1864年出生）
- 1930年：格伦·柯蒂斯，美国航空先驱，柯蒂斯-莱特公司创始人之一（1878年出生）
- 1932年：亞伯托·桑托斯·杜蒙，巴西飛行員、運動員、發明家（1873年出生）
- 1948年：D·W·格里菲斯，美國電影導演（1875年出生）
- 1951年：菲利普·贝当，法国將領、政治人物，前任法國總理（1856年出生）
- 1953年：周碞，中華民國陸軍二級上將（1895年出生）
- 1963年：亞歷山大·格拉西莫夫（英语：Aleksandr Gerasimov (painter)），苏联画家（1881年出生）
- 1968年：亨利·哈利特·戴尔，英国神经科学家，1936年诺贝尔生理学或医学奖得主之一（1875年出生）
- 1974年：蘇基曼·維爾約桑佐約，印尼政治人物，第6任印尼總理（1898年出生）
- 1977年：何其芳，文学评论家，诗人（1912年出生）
- 1979年：约瑟夫·凯塞尔，法国記者、作家（1898年出生）
- 1982年：黄子卿，中国物理化學家（1900年出生）
- 1982年：維克·莫羅，美國男演員、導演（1929年出生）
- 1990年：高柳健次郎，日本工程师（1899年出生）
- 1997年：南部忠平，日本田径运动员（1904年出生）
- 1997年：安德魯·庫納南，美國連環殺手（1969年出生）
- 1999年：哈桑二世，摩洛哥国王（1929年出生）
- 2002年：约瑟夫·牛顿·钱德勒三世，美国退休职员，著名的身份盗窃者，真实身份为罗伯特·伊万·尼科尔斯（1926年出生）
- 2007年：穆罕默德·查希尔沙，阿富汗末代国王（1914年出生）
- 2007年：班傑明·利貝特，美國神經科學家，人類意識領域的先驅（1916年出生）
- 2011年：艾美·懷恩豪斯，英國女歌手、詞曲作家（1983年出生）
- 2012年：薩莉·萊德，美國太空人，人類史上第三位女性太空人，美國第一位女性太空人（1951年出生）
- 2013年：金锺学，韩国电视剧导演（1951年出生）
- 2014年：葉根壯，臺灣大木匠師（1932年出生）
- 2015年：溝口遼，日本作曲家、插圖畫家（1995年出生）
- 2017年：约翰·昆德拉，美国篮球教练（1916年出生）
- 2017年：劉皇發，香港政治人物，鄉事派代表，曾任香港立法會議員、新界鄉議局主席和行政會議成員等公職（1936年出生）
- 2021年：史蒂文·溫伯格，美國物理學家，1979年諾貝爾物理學獎得主（1933年出生）
- 2021年：米格爾·比拉索羅，阿根廷物理學家（1940年出生）
- 2022年：阮春榮，越南裔美國航空航太科學家、教育家，越南共和國空軍司令（1930年出生）
- 2022年：杜漸，香港作家、翻譯家、文學評論家（1934年出生）
- 2024年：罗宾·沃伦，澳大利亞病理學家（1937年出生）
- 2024年：米爾恰·格拉博夫斯基，羅馬尼亞男子手球運動員（1952年出生）
- 2025年：阿諾德·帕拉西奧斯，北馬里亞納群島政治人物，第10任北馬里亞納群島總督（1955年出生）

## 节假日和习俗
- 美国：体育节
- 埃及：革命日（英语：Revolution Day (Egypt)）
- 利比亞：革命日
- 印度尼西亞：儿童节
- ：国家纪念日
- 阿曼：文艺复兴日
- 巴拉圭：工程師節